# Sergio Reina
Sergio Mauricio Reina Piedrahita (ur. 26 stycznia 1985 w Cali) – kolumbijski piłkarz występujący na pozycji środkowego obrońcy.
Jest wychowankiem akademii juniorskiej klubu América de Cali. Nie potrafił się przebić w pierwszym zespole, wobec czego przez kolejne lata występował w drugiej lidze kolumbijskiej (w klubach Pumas de Casanare, Depor FC i Patriotas FC), z półroczną przerwą na grę w kostarykańskim CS Cartaginés. W 2009 roku z powodzeniem występował w peruwiańskim Inti Gas Deportes, w którego barwach był uznawany za czołowego obrońcę ligi i wzbudził zainteresowanie silniejszych klubów.
W latach 2010–2012 był zawodnikiem Zagłębia Lubin, dla którego rozegrał 48 spotkań w Ekstraklasie. Następnie powrócił do Ameryki Łacińskiej, gdzie występował kolejno w Kolumbii (Patriotas Boyacá), Boliwii (Club Blooming), Peru (Sport Loreto) i Gwatemali (drugoligowe Chimaltenango FC i Deportivo Marquense). Jako zawodnik Bloomingu wystąpił w rozgrywkach Copa Sudamericana, zaś w barwach Marquense wygrał drugą ligę gwatemalską (A2021).
Był powoływany do reprezentacji Kolumbii U-20, lecz nie znalazł się w kadrze na żaden oficjalny turniej.

## Kariera klubowa

### América Cali, Pumas i Depor (2004–2006)
Reina pochodzi z miasta Cali i jest wychowankiem akademii juniorskiej czołowego klubu w kraju, América de Cali. Jako nastolatek został włączony do pierwszej drużyny. Nie zdołał się jednak w niej przebić, wobec czego odszedł do drugoligowego Pumas de Casanare. Następnie grał w innym kolumbijskim drugoligowcu, Depor FC.

### Cartaginés (2006)
W czerwcu 2006 Reina na zasadzie wypożyczenia został piłkarzem kostarykańskiego CS Cartaginés. Trafił do tego klubu wraz z rodakiem Richardem Valencią. Obydwaj piłkarze zostali wypatrzeni przez Eduardo Torresa (asystenta trenera Cartaginés, Rónalda Mory) podczas jego skautingowej wyprawy do Kolumbii. Klub z miasta Cartago obchodził wówczas stulecie powstania, wobec czego znacząco wzmocniono zespół i mocniej niż zwykle postawiono przed nim cel w postaci zdobycia mistrzostwa Kostaryki (po 66 latach przerwy).
Reina zadebiutował w kostarykańskiej Primera División 6 sierpnia 2006 w przegranym 1:2 wyjazdowym meczu 1. kolejki sezonu z Carmelitą. Rozegrał wówczas pełne 90 minut. Pomimo młodego wieku (21 lat) i niewielkiego stażu w drużynie, został mianowany przez trenera Rónalda Morę kapitanem zespołu. Po kilku kolejkach, ze względu na słabe wyniki drużyny, stracił jednak opaskę kapitańską początkowo na rzecz Estebana Granadosa, a następnie Richarda Mahoneya. W zremisowanym 1:1 domowym spotkaniu 4. kolejki z San Carlos, rozegranym 27 sierpnia, zdobył swojego jedynego gola w lidze kostarykańskiej, strzałem głową po rzucie rożnym po asyście Berny'ego Solórzano.
Pierwsze osiem kolejek sezonu Reina rozegrał w wyjściowym składzie, tworząc duet stoperów Cartaginés z Richardem Mahoneyem. Następnie doznał zwichnięcia prawego ramienia, przez które musiał pauzować przez półtora miesiąca. Po powrocie do gry wystąpił jeszcze tylko w ostatniej, 16. kolejce regularnego sezonu. Z decydującej o mistrzostwie fazy play-off ekipa Cartaginés odpadła w ćwierćfinale, a bezpośrednio po tym, w grudniu 2006, Reina odszedł z zespołu. Jego pobyt w Cartaginés został podsumowany przez kostarykańskie media jako bardzo przeciętny. Dziennikarz Hernán Morales ze stacji Repretel ocenił, że „dobrze kryje rywali, ale w zasadzie nie zaprezentował nic nadzwyczajnego”.
W 2011 roku Reina i Richard Valencia wygrali z Cartaginés proces o wypłatę zaległych pensji. FIFA zobowiązała klub do zapłacenia każdemu z nich kwoty 4,2 miliona colonów kostarykańskich.

### Depor i Patriotas (2007–2008)
Po powrocie z Kostaryki Reina występował jeszcze przez dwa lata w drugiej lidze kolumbijskiej – najpierw ponownie w Depor FC, a następnie w Patriotas FC. W 2008 roku w wiosennej fazie Copa Premier I zajął z Patriotas piąte miejsce (na 9 zespołów) w tabeli grupy B, najwyższe niepremiowane awansem do rundy finałowej. W jesiennej fazie Copa Premier II jego drużyna uplasowała się na czwartym miejscu, po czym w rundzie finałowej zajęła przedostatnie, trzecie miejsce. W Patriotas Reina pełnił rolę podstawowego piłkarza, a na koniec roku wygasła jego umowa z klubem.

### Inti Gas (2009)
W styczniu 2009 Reina na zasadzie wolnego transferu został ściągnięty przez swojego rodaka, trenera Edgara Ospinę, do peruwiańskiego zespołu Inti Gas Deportes. Razem z Reiną do klubu przyszło czterech innych piłkarzy z Kolumbii, w tym Richard Valencia (jego były kolega klubowy z Cartaginés). Drużyna Inti Gas była wówczas absolutnym beniaminkiem najwyższej klasy rozgrywkowej. Dysponowała małym budżetem i jej celem było utrzymanie się w lidze peruwiańskiej.
W peruwiańskiej Primera División Reina zadebiutował 14 lutego 2009, w zremisowanym domowym 1:1 spotkaniu 1. kolejki pierwszego etapu sezonu z Coronelem Bolognesi. Wystąpił wówczas w pełnym wymiarze czasowym. Pierwszą bramkę zdobył w 11. kolejce pierwszego etapu, 3 maja w wygranym 2:1 wyjazdowym meczu z Universidadem San Martín. Później zdobył jeszcze gole w 28. kolejce pierwszego etapu z Alianzą Atlético (3:1), 2. kolejce drugiego etapu z Juan Aurich (2:2) oraz 5. kolejce drugiego etapu z Alianzą Lima (3:2). Szczególnie pamiętny był ostatni z wymienionych goli – Inti Gas przegrywało mecz z faworyzowaną Alianzą 0:2, by ostatecznie odrobić straty i wygrać 3:2 (Reina zdobył bramkę kontaktową).
Zespół Inti Gas zaprezentował się w sezonie 2009 znacznie powyżej oczekiwań, zajmując wysokie jak na możliwości klubu siódme miejsce (na 16 klubów). Drużyna z Ayacucho straciła szansę na awans do międzynarodowych rozgrywek Copa Sudamericana dopiero w samej końcówce sezonu. Reina był liderem defensywy Inti Gas i rozegrał 42 spotkania w sezonie (najwięcej spośród wszystkich obcokrajowców w lidze). Od dziennikarzy specjalistycznego portalu De Chalaca otrzymał drugą najwyższą średnią not meczowych w swoim zespole (po środkowym pomocniku Jeanie Tragodarze). W jednej z boiskowych konfrontacji doznał złamania nosa, wobec czego przez cztery mecze grał w specjalnej masce. W opinii peruwiańskiej prasy Reina był jedną z największych rewelacji sezonu, imponując szczególnie grą w powietrzu, a także pewnością w kryciu rywali, wślizgami i zagrożeniem stwarzanym przy stałych fragmentach pod bramką przeciwnika. Ze względu na zaangażowanie, waleczność i nieustępliwość w starciach z rywalami (otrzymał aż 11 żółtych kartek) stał się ulubieńcem kibiców Inti Gas, a w peruwiańskich mediach zyskał przydomek „Samurai” (hiszp. „Samuraj”).
Za sprawą świetnych występów portal De Chalaca umieścił Reinę w najlepszej jedenastce sezonu 2009 ligi peruwiańskiej, a także w piątce najlepszych obcokrajowców rozgrywek. Zainteresowanie jego zatrudnieniem przejawiało kilka mocniejszych peruwiańskich klubów: Sporting Cristal, Club Cienciano i Universidad San Martín.

### Zagłębie Lubin (2010–2012)
W grudniu 2009 Reina wraz z Peruwiańczykiem Hildenem Salasem i Serbem Bojanem Isailoviciem pojawił się na testach w ekstraklasowym Zagłębiu Lubin. Zaraz po przylocie cała trójka uzgodniła warunki kontraktu z Zagłębiem. Następnie Reina wrócił do Ameryki Południowej, a po raz kolejny zjawił się w Polsce w styczniu 2010, rozpoczynając treningi z lubińskim zespołem. Wraz z drużyną Zagłębia wyjechał na obóz przygotowawczy do Szklarskiej Poręby i tam podpisał umowę z klubem. Kwota transferu wyniosła około 105 tysięcy euro. Transfer pilotował działający również od kilku lat w Polsce peruwiański menadżer Ricky Schanks, który polecił Reinę byłemu trenerowi Zagłębia, Franciszkowi Smudzie. Smuda po obejrzeniu nagrań wideo z występów Reiny zarekomendował go zarządowi klubu. Schanks reklamował zawodnika jako nowego Manuela Arboledę. Wcześniej Reina był również oferowany Legii Warszawa.
Reina zadebiutował w Ekstraklasie w 18. kolejce, pierwszej w rundzie wiosennej, 28 lutego 2010 w zremisowanym 1:1 meczu z Piastem Gliwice na Dialog Arenie. Wystąpił w pełnym wymiarze czasowym; trener Marek Bajor pochwalił jego grę w powietrzu, natomiast zauważył pole do poprawy w aspekcie wyprowadzania piłki. Reina wspominał, że sporym problemem w adaptacji do gry w Polsce były niskie temperatury i śnieg, z którym wcześniej nie miał styczności. 
Reina od razu został podstawowym środkowym obrońcą Zagłębia. W rundzie wiosennej sezonu 2009/2010 rozegrał dwanaście z trzynastu możliwych spotkań (opuścił tylko mecz 24. kolejki z Cracovią z powodu choroby). Stworzył duet stoperów z Michałem Stasiakiem. Jego pozostałymi konkurentami o miejsce w składzie byli Szymon Kapias, Michał Łabędzki i Łukasz Jasiński (dwaj ostatni odeszli z klubu po sezonie). Prasa oceniała pierwszą rundę Reiny jako udaną, a jego samego jako pewny punkt drużyny. Zespół Zagłębia, typowany jako jeden z kandydatów do spadku, zajął ostatecznie dziesiąte miejsce w tabeli i był określany przez media mianem „Rycerzy Wiosny”.
Przed sezonem 2010/2011 jednym z celów transferowych Zagłębia było sprowadzenie konkurenta dla Reiny i Michała Stasiaka. Okazał się nim Słowak Csaba Horváth, oceniany później jako jeden z najlepszych nabytków Zagłębia ostatnich lat. Reina rozpoczął rozgrywki jako rezerwowy dla Stasiaka (kapitana drużyny) i Horvátha. Już po dwóch kolejkach trener Bajor odsunął jednak od składu Stasiaka wobec jego słabej formy. Wówczas do składu wskoczył Reina i stworzył podstawową parę stoperów z Horváthem. Do końca rundy jesiennej wystąpił w dwunastu z trzynastu możliwych kolejek (nie zagrał tylko w 8. kolejce z Cracovią z powodu urazu). Ze względów zdrowotnych (operacja usunięcia wyrostka robaczkowego) nie wziął udziału w dużej części przygotowań do rundy wiosennej. Z tego powodu nie pojechał z drużyną Zagłębia na drugi, lutowy obóz treningowy do tureckiego Belek i nie zdążył przejść całkowitej rekonwalescencji do startu rundy. Pierwsze sześć wiosennych meczów przesiedział na ławce rezerwowych (grali wówczas Horváth i Stasiak). W międzyczasie miała miejsce zmiana trenera: Marka Bajora zastąpił Jan Urban. W połowie kwietnia, a więc po 21. kolejce, Stasiak został zawieszony przez Zagłębie w prawach zawodnika za czyny korupcyjne (po sezonie odszedł z klubu). Reina ponownie zajął wówczas miejsce u boku Horvátha i grał w wyjściowym składzie już do końca sezonu (z wyjątkiem 28. i 29. kolejki, gdy zastąpił go tymczasowo przesunięty na środkową obronę Bartosz Rymaniak). Zagłębie na zakończenie sezonu 2010/2011 zajęło jedenaste miejsce w tabeli.
W letnim oknie transferowym Zagłębie pozyskało na pozycję środkowego obrońcy Słowaka Michala Hanka. Media donosiły, iż trener Jan Urban nie jest do końca zadowolony z występów Reiny. Urban potwierdzał, że według niego Kolumbijczyk potrzebuje większej konkurencji na swojej pozycji. Sezon 2011/2012 Reina rozpoczął jako podstawowy stoper – do 9. kolejki w duecie z Hankiem, a następnie z Csabą Horváthem. W opinii mediów w pierwszych meczach rozgrywek prezentował dobrą formę, pomimo słabych wyników drużyny. Pod koniec października zwolniono trenera Urbana, a jego następcą został Pavel Hapal. Po przyjściu czeskiego szkoleniowca Reina wciąż grał w wyjściowej jedenastce (oprócz 12. i 13. kolejki, kiedy to zmagał się z kontuzją palca lewej stopy). Stracił miejsce w składzie po serii trzech meczów, w których Zagłębie straciło łącznie 11 goli – w zaległym spotkaniu 1. kolejki z Legią Warszawa (0:3), 15. kolejce z Górnikiem Zabrze (1:4) i 16. kolejce ponownie z Legią (0:4). Ponadto z Górnikiem strzelił gola samobójczego. Do końca sezonu nie znalazł się już w kadrze pierwszej drużyny. W styczniu 2012 trener Hapal zabrał go co prawda na zgrupowanie do Grodziska Wielkopolskiego, lecz w rundzie wiosennej Reina wystąpił tylko w siedmiu meczach Młodej Ekstraklasy. Równocześnie podstawowy duet stoperów Zagłębia stanowili Horváth i nowo pozyskany Adam Banaś, często chwaleni przez prasę. Zagłębie na koniec sezonu 2011/2012 uplasowało się na dziewiątym miejscu w Ekstraklasie.
W pierwszym meczu sezonu 2012/2013 podstawowy stoper Zagłębia, Csaba Horváth, doznał złamania ręki z przemieszczeniem. Wobec tego trener Hapal po raz pierwszy od ośmiu miesięcy zdecydował się sięgnąć po Reinę. Kolumbijczyk zagrał w 2. kolejce z Piastem Gliwice (2:1) u boku kapitana Adama Banasia, popełniając błąd przy bramce dla rywali. Banaś doznał w tamtym meczu kontuzji łydki, wobec czego Zagłębie zdecydowało się awaryjnie pozyskać Bułgara Aleksandyra Tunczewa. Reina zagrał jeszcze w 3. kolejce z Jagiellonią Białystok (0:0) i 4. kolejce z Widzewem Łódź (0:1), tworząc parę stoperów z przesuniętym tymczasowo na środek obrony Bułgarem Pawłem Widanowem. Były to jego ostatnie mecze w barwach Zagłębia – już do końca rundy jesiennej był rezerwowym dla Banasia i Tunczewa. Zagrał tylko w dwóch spotkaniach Młodej Ekstraklasy.
W grudniu 2012 Reina za porozumieniem stron rozwiązał umowę z Zagłębiem. Rzecznik prasowy klubu, Zbigniew Kogut, argumentował decyzję faktem, że piłkarz przegrał rywalizację o miejsce w składzie. Media donosiły, że odejście Kolumbijczyka było skutkiem planu oszczędnościowego realizowanego przez zarząd Zagłębia (oprócz Reiny z klubu odeszli też Patryk Rachwał, Janusz Gancarczyk, Ivan Hodúr, Roman Sloboda czy Darvydas Šernas). Po latach Reina określił pobyt w Zagłębiu jako najlepszy okres w swojej zawodowej karierze, a Szymona Pawłowskiego i Costę Nhamoinesu jako najlepszych piłkarzy, z którymi kiedykolwiek grał w tym samym klubie.

### Patriotas (2013)
W styczniu 2013 Reina powrócił do ojczyzny, gdzie jako wolny zawodnik podpisał kontrakt z Patriotas Boyacá. Został jednym z czternastu piłkarzy, którzy wzmocnili zespół przed sezonem. Był to jego drugi pobyt w ekipie Patriotas, która w międzyczasie awansowała do pierwszej ligi. Celem drużyny było uniknięcie spadku. Ówczesny trener zespołu, Arturo Reyes, był jego dawnym kolegą klubowym z Patriotas z czasów drugoligowych. Reina motywował swój powrót do Kolumbii chęcią ubiegania się o powołanie do reprezentacji.
Pierwszy mecz po powrocie do klubu Reina rozegrał 8 lutego 2013 na wyjeździe z Deportivo Pasto (2:3), w ramach 2. kolejki kolumbijskiej Liga Postobón. Wystąpił w pełnym wymiarze czasowym. Patriotas zanotowali fatalny sezon – w 18 meczach nie odnieśli żadnego zwycięstwa i zajęli ostatnie, osiemnaste miejsce w tabeli. Klub zmagał się też z problemami finansowymi. W maju Reina w imieniu drużyny ogłosił, że zawodnicy Patriotas nie wystąpią w ostatnim meczu krajowego pucharu w ramach protestu przeciwko zaległościom płacowym.

### Blooming (2013)
W czerwcu 2013 Reina został piłkarzem boliwijskiego Club Blooming, wiążąc się z nim roczną umową. Zasłużony klub mierzył się z poważnym kryzysem finansowym, przez co dysponował ograniczonymi środkami na wzmocnienia.
W barwach Bloomingu zadebiutował 1 sierpnia 2013 na Estadio Ramón „Tahuichi” Aguilera w przegranym 0:1 meczu z urugwajskim River Plate w ramach pierwszej rundy międzynarodowych rozgrywek Copa Sudamericana. Rozegrał wówczas całe spotkanie i sprokurował rzut karny dla rywali (niewykorzystany przez Sebastiána Tabordę). Był to jego jedyny w karierze występ w rozgrywkach międzynarodowych – nie zagrał w wyjazdowym rewanżu z Urugwajczykami (w którym Blooming przegrał 0:4 i odpadł z Copa Sudamericana) ze względu na problemy kontraktowe. Prasa spekulowała, że otrzymał ofertę z lepszego klubu, zaś według innej wersji chciał odejść wobec trudnej sytuacji finansowej Bloomingu. Po kilku dniach Reina wyjaśnił, że jego nieobecność była spowodowana problemem rodzinnym i po jego rozwiązaniu zamierza pozostać w Bloomingu.
W Liga de Fútbol Profesional Boliviano pierwszy mecz rozegrał 25 sierpnia 2013 w ramach 4. kolejki przeciwko The Strongest (0:5) na wyjeździe (rozegrał 90 minut). Na przestrzeni sezonu tworzył duet środkowych obrońców najczęściej z Argentyńczykiem Julio Moreyrą lub Félixem Candią. Nie wystąpił w kilku ostatnich kolejkach rozgrywek z powodu kontuzji. Na koniec sezonu zajął z Bloomingiem dziewiąte miejsce w tabeli. Bezpośrednio po tym odszedł z klubu wobec zaległości płacowych.

### Sport Loreto (2015)
W styczniu 2015 Reina podpisał umowę z absolutnym beniaminkiem ligi peruwiańskiej, Sport Loreto.
W drużynie z Pucallpy zadebiutował 8 lutego 2015 w przegranym 2:4 wyjazdowym spotkaniu z Uniónem Comercio w ramach Torneo del Inca (rozegrał pełny mecz). Pełnił rolę kapitana drużyny. Przez cały sezon był podstawowym stoperem Sport Loreto, bez względu na ustawienie taktyczne zespołu. Jego partnerem na środku obrony pozostawał zwykle Oswaldo Rivas. Reina zaprezentował się przeciętnie, zajął z klubem szesnaste, przedostatnie miejsce w tabeli i na koniec roku spadł do drugiej ligi.

### Chimaltenango (2017–2020)
We wrześniu 2017 Reina wyjechał do Gwatemali, zostając piłkarzem Chimaltenango FC, beniaminka tamtejszej drugiej ligi.
W barwach Chimal występował przez kolejne trzy i pół roku. W międzyczasie trzykrotnie przedłużał umowę z klubem: w maju 2018, czerwcu 2019 i czerwcu 2020. Jego drużyna nie była w stanie poważniej włączyć się do walki o awans. Chimal z Reiną w składzie zakwalifikował się do fazy play-off tylko dwukrotnie na siedem sezonów (w rozgrywkach Apertura 2018 i Clausura 2019), odpadając kolejno w ćwierćfinale i półfinale.

### Marquense (2021–2022)
W styczniu 2021 Reina zasilił innego gwatemalskiego drugoligowca, wyżej notowanego Deportivo Marquense. Klub ten był jednym z faworytów do awansu do pierwszej ligi.
W nowym zespole zadebiutował 7 lutego 2021 w przegranym 0:3 wyjazdowym spotkaniu z Plataneros, w ramach 1. kolejki. Pierwszego gola strzelił już w 2. kolejce, 14 lutego w zremisowanych 2:2 wyjazdowych derbach z San Pedro, po dośrodkowaniu z rzutu rożnego. W maju ogłoszono, że Reina przedłuży kontrakt i zostanie w Marquense również na kolejny sezon.
W jesiennym sezonie Apertura 2021 wygrał z Marquense rozgrywki drugiej ligi gwatemalskiej. Jego drużyna pokonała w finałowym dwumeczu po serii rzutów karnych Mixco (0:1, 1:0, 4:3 k.). Wystąpił w obydwóch spotkaniach finałowych w wyjściowym składzie, pełniąc rolę kapitana drużyny (na przestrzeni całego sezonu nosił opaskę kapitańską na zmianę z bramkarzem Marvinem Barriosem, w zależności od składu ustalonego przez trenera). Tym samym w wieku 36 lat wywalczył pierwsze trofeum w zawodowej karierze.
W czerwcu 2022 ekipa Marquense zmierzyła się w finale barażów o awans do pierwszej ligi gwatemalskiej z Xinabajul na Estadio Pensativo. Wobec porażki 1:2 nie wywalczyła jednak promocji do Liga Nacional i pozostała w drugiej lidze.
We wrześniu 2022 Reina za porozumieniem stron rozwiązał kontrakt z Marquense.

## Kariera reprezentacyjna
Reina był powoływany przez Eduardo Larę na zgrupowania reprezentacji Kolumbii U-20. W marcu 2005 otrzymał powołanie na obóz przygotowawczy w Cerrejón w La Guajira. Znalazł się w szerokiej kadrze na młodzieżowe mistrzostwa świata w Holandii, razem z zawodnikami takimi jak Radamel Falcao, Fredy Guarín, Hugo Rodallega, Cristián Zapata czy Juan Camilo Zúñiga. Tamta drużyna była określana jako „złota generacja” kolumbijskiego futbolu. Reina nie został jednak powołany do ostatecznej kadry na młodzieżowy mundial. Jak wspominał po latach, Zapata i Zúñiga prezentowali lepszy poziom od niego.
W lutym 2006 Reina został powołany do reprezentacji Kolumbii U-21 na zgrupowanie w Cali. Kadra Eduardo Lary przygotowywała się wówczas do występu na turnieju w Tulonie i igrzyskach Ameryki Środkowej i Karaibów w Cartagenie.

## Statystyki kariery

### Klubowe
| América Cali   | 2004      | Kolumbia  | Categoría Primera A | ?  | ? | — | —  | —  | — | —  | ?  | ? |
| Pumas          | 2005      | Kolumbia  | Categoría Primera B | ?  | ? | — | —  | —  | — | —  | ?  | ? |
| Depor          | 2006      | Kolumbia  | Categoría Primera B | ?  | ? | — | —  | —  | — | —  | ?  | ? |
| Cartaginés     | 2006–2007 | Kostaryka | Primera División    | 9  | 1 | — | —  | —  | — | —  | 9  | 1 |
| Depor          | 2007      | Kolumbia  | Categoría Primera B | ?  | ? | — | —  | —  | — | —  | ?  | ? |
| Patriotas      | 2008      | Kolumbia  | Categoría Primera B | 22 | 3 | ? | ?  | —  | — | —  | ?  | ? |
| Inti Gas       | 2009      | Peru      | Primera División    | 42 | 4 | — | —  | —  | — | —  | 42 | 4 |
| Zagłębie Lubin | 2009–2010 | Polska    | Ekstraklasa         | 12 | 0 | — | —  | —  | — | —  | 12 | 0 |
| Zagłębie Lubin | 2010–2011 | Polska    | Ekstraklasa         | 19 | 0 | 1 | 0  | —  | — | —  | 20 | 0 |
| Zagłębie Lubin | 2011–2012 | Polska    | Ekstraklasa         | 14 | 0 | 1 | 0  | —  | — | —  | 15 | 0 |
| Zagłębie Lubin | 2012–2013 | Polska    | Ekstraklasa         | 3  | 0 | — | —  | —  | — | —  | 3  | 0 |
| Patriotas      | 2013      | Kolumbia  | Categoría Primera A | 11 | 0 | 2 | 0  | —  | — | —  | 13 | 0 |
| Blooming       | 2013–2014 | Boliwia   | LFPB                | 11 | 0 | — | —  | CS | 1 | 0  | 12 | 0 |
| Sport Loreto   | 2015      | Peru      | Primera División    | 20 | 0 | 7 | 0  | —  | — | —  | 27 | 0 |
| Chimaltenango  | 2017–2018 | Gwatemala | Primera División    | ?  | ? | — | —  | —  | — | —  | ?  | ? |
| Chimaltenango  | 2018–2019 | Gwatemala | Primera División    | ?  | ? | ? | ?  | —  | — | —  | ?  | ? |
| Chimaltenango  | 2019–2020 | Gwatemala | Primera División    | ?  | ? | — | —  | —  | — | —  | ?  | ? |
| Chimaltenango  | 2020–2021 | Gwatemala | Primera División    | ?  | ? | — | —  | —  | — | —  | ?  | ? |
| Marquense      | 2020–2021 | Gwatemala | Primera División    | 6  | 1 | — | —  | —  | — | —  | ?  | ? |
| Marquense      | 2021–2022 | Gwatemala | Primera División    |    |   | — | —  | —  | — | —  |    |   |
| Ogółem         |           |           |                     |    |   |   |    |    |   |    |    |   |
| Kolumbia       | Kolumbia  | Kolumbia  | ?                   | ?  | ? | ? | —  | —  | — | ?  | ?  |   |
| Kostaryka      | Kostaryka | Kostaryka | 9                   | 1  | — | — | —  | —  | — | 9  | 1  |   |
| Peru           | Peru      | Peru      | 62                  | 4  | 7 | 0 | —  | —  | — | 69 | 4  |   |
| Polska         | Polska    | Polska    | 48                  | 0  | 2 | 0 | —  | —  | — | 50 | 0  |   |
| Boliwia        | Boliwia   | Boliwia   | 11                  | 0  | — | — | CS | 1  | 0 | 12 | 0  |   |
| Gwatemala      | Gwatemala | Gwatemala | ?                   | ?  | ? | ? | —  | —  | — | ?  | ?  |   |
| Ogółem         | Ogółem    | Ogółem    | Ogółem              | ?  | ? | ? | ?  | CS | 1 | 0  | ?  | ? |

Legenda:
- ? – brak danych
- CS – Copa Sudamericana

## Osiągnięcia
Marquense
- Primera División (1): 2021 (A)[115]

## Styl gry
Reina był lewonożnym środkowym obrońcą, do którego największych atutów zaliczano waleczność, świetną grę w powietrzu oraz krycie rywali. Odznaczał się również dobrą techniką, a także zdolnością do przewidywania boiskowych wydarzeń. Do jego mankamentów należała zwrotność.

## Życie prywatne
Pseudonim boiskowy Reiny to „Checho”.
W styczniu 2010 Reina wziął ślub z Anny Portocarrero. Ma dwóch synów: Federico (ur. 2007) i Santiago (ur. 2010). Młodszy z nich przyszedł na świat w Lubinie, gdy Reina występował w tamtejszym Zagłębiu.